# Elaphoglossum pendulum
Elaphoglossum pendulum är en träjonväxtart som beskrevs av A. Rojas. Elaphoglossum pendulum ingår i släktet Elaphoglossum och familjen Dryopteridaceae. Inga underarter finns listade.